# Saint-Georges-sur-Loire
Saint-Georges-sur-Loire è un comune francese di 3 368 abitanti situato nel dipartimento del Maine e Loira nella regione dei Paesi della Loira.

## Società

### Evoluzione demografica
Abitanti censiti